# Euphorbia × gibelliana
Euphorbia × gibelliana Peola, 1892 è una pianta appartenente alla famiglia delle Euforbiacee, oggi localizzata in tre stazioni delle Alpi Graie, in Piemonte. È un ibrido naturale tra E. canuti e E. insularis.

## Descrizione
È una pianta erbacea perenne provvista di un grosso rizoma sotterraneo del diametro di un paio di cm che si spinge nel suolo fino a 30 cm di profondità e costituisce la parte perenne della pianta.

I fusti annuali che si dipartono dal rizoma, non ramificati, sono alti fino ad 80 cm e terminano con un ombrello composto da cinque raggi. Da un singolo rizoma possono originarsi anche una quarantina di fusti, alcuni dei quali portano fiori mentre altri invece sono sterili.

### Foglie
La pianta ha foglie sessili (sprovviste di peduncolo) e pubescenti (ricoperte da una leggera peluria), di forma ellittico-lanceolata.

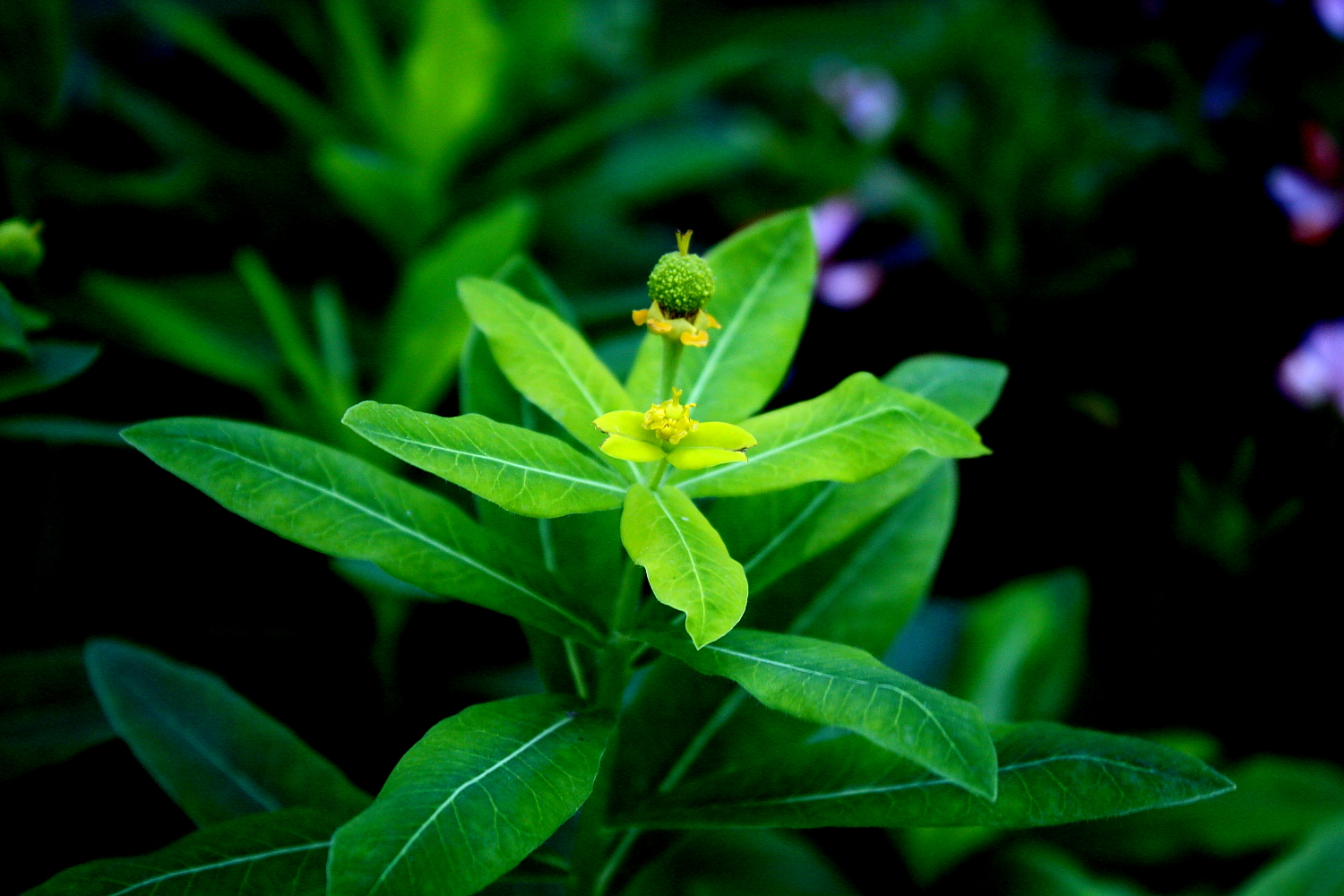
Infiorescenza e frutto

### Fiori
I raggi terminali dei fusti fioriferi portano all'apice un ciazio, ovvero la tipica infiorescenza delle euforbie, composta da un fiore femminile centrale circondato da vari fiori maschili; questa infiorescenza è a sua volta attorniata da brattee giallo-verdastre.
L'impollinazione è entomogama, dovuta a ditteri ed imenotteri.

### Frutti
Il frutto è una capsula portata da un peduncolo lungo circa 2 cm di ed ha forma globosa, con una superficie verrucosa e caratterizzata da lievi solcature.

I semi sono di colore rossastro e presentano un ispessimento chiamato caruncola, che ha forse la funzione di attrarre le formiche. Questi insetti trasportando e sotterrando i semi nei propri nidi favorirebbero poi la disseminazione della pianta (mirmecocoria).

## Distribuzione e habitat
Nota in tre sole stazioni caratterizzate da un substrato di rocce ultrabasiche, nei pressi dello sbocco delle Valli di Lanzo sulla pianura torinese. La sua presenza in una quarta stazione, sul Monte Musinè, non è stata riconfermata in tempi recenti.
È caratterizzata da una certa eliofilia e vegeta solo in posizioni ben esposte, mentre tende a scomparire quando l'ombreggiamento diventa eccessivo.
Tutte le stazioni note sono al di sopra dei mille metri di quota e sono caratterizzate da una piovosità piuttosto elevata e ben distribuita nel corso dell'anno.

## Tassonomia
Fu descritta nel 1892 da Paolo Peola, che le riconobbe il rango di specie e ne scelse il nome in onore di Giuseppe Gibelli, allora direttore dell'Orto botanico di Torino. La Flora d'Italia di Sandro Pignatti la considera come una ‘popolazione’ forse riconducibile a Euphorbia hiberna subsp. canuti. Mauro Raffaelli la individua come la sottospecie E. hyberna subsp. gibelliana (Peola).
La World Checklist dei Kew Gardens la considera un ibrido naturale tra E. canuti e E. insularis.

## Conservazione
Per tutelare una delle stazioni dove la pianta è presente è stata istituita nel 1984 la Riserva naturale integrale della Madonna della Neve sul Monte Lera, l'unica area protetta di questo tipo in Piemonte.